# 哈克尼马
哈克尼马是在大不列颠岛开发出来的知名马种。在近几十年中，哈克尼马的育种目标是繁殖适合拉车的马。它们是一种优雅的高踏步的拉车品种，在挽具活动的展示中很受欢迎。哈克尼马具有良好的耐力，并且能够长时间地快速小跑。

## 品种历史
哈克尼马种是14世纪在诺福克郡开发的，当时英格兰国王想要一种既强壮又有魅力而且小跑出众的马，用作一般用途的骑乘马。由于当时的道路很简陋，因此骑马是马匹运输的常用方式，而哈克尼马是一种主要的骑乘马。小跑的马比漫步步态的马更适合用作战马。结果，在1542年，亨利八世国王要求其有钱的臣民保留一定数量的小跑马种马，以供繁殖之用。
大约在1729年，一匹诺福克小跑马种马和一匹阿拉伯马种马为现代哈克尼马贡献了基础血库。众所周知，诺福克小跑马是一种重型马，被农民和其他人用来干活。这也是一种具备良好耐力的快马。
另一匹著名的马是1755年在东盎格利亚产下的种马原始页岩（Original Shales）。他是种马布莱兹（Blaze）的儿子，而布莱兹则是著名的常胜赛马飞彻斯特的儿子，飞彻斯特是伟大的达利阿拉伯的孙子，而达利阿拉伯是纯种马的三匹基础种马之一。原始页岩繁殖了两匹种马——苏格兰页岩（Scot Shales）和司机（Driver），它们都对诺福克小跑马产生了重大影响。
信使生于1780年，是桑普森（Sampson）的孙子，它是现今美国标准马的基础父代。在汉普尔顿10号的祖先中，至少有三匹马是信使谱系的第三和第四代（3x4x4）。在1820年代，诺福克柯布（Norfolk Cob）用5分4秒跑完了2英里，与“极品”（Nonpareil）一起成为该品种中的著名马匹之一，极品用9小时56分57秒跑了100英里。
铸钟者（Bellfounder）是一匹诺福克小跑马的种马，它能以14石（with 14 stone up）在一个小时内小跑17英里。1820年，它被出口到美国，在那里它有了儿子汉普尔顿10号。在这个时代，赛马是骑马比赛，而不是拉车比赛。后来随着道路的改善，哈克尼马也被用于拉车比赛，于是它成了功勋卓著的骑乘马和拉车马。
一对父子罗伯特·拉姆斯代尔（Robert Ramsdale）和菲利普·拉姆斯代尔（Philip Ramsdale）将诺福克马沃鲁特的伪装者（Wroot's Pretender）和现象（Phenomenon）带到了约克郡，并让它们在那里与约克郡的小跑马进行交配。1800年7月，举世闻名的哈克尼母马“现象”，被打赌能在56分钟内小跑完17英里，赌注400英镑，而她在53分钟内就跑完了。1832年，现象的一个女儿，14手距的“小现象”（Phenomena），仅用53分钟就小跑了17英里。19世纪，随着铁路的延伸，诺福克马种不再受青睐，后来由哈克尼马协会（Hackney Horse Society）复兴。诺福克马和约克郡小跑马经过精心选育，培育优雅的气质和速度，并被开发为现代的哈克尼马。然而，哈克尼马杰出的步态使其免于灭绝，并开始在表演圈使用。它们在干活方面也是非常成功的，并且还能产出很好的骑乘马，其中有许多在场地障碍赛和盛装舞步比赛中以能力而闻名。
1883年，哈克尼马协会在诺维奇成立，该协会的血统书记录，可追溯到1755年的哈克尼马血统书（Hackney Stud Book）。
亚历山大·卡萨特将哈克尼矮马（Hackney Pony）引入美国。1878年，他在英国收购了239斯特拉（239 Stella），并将她带到费城。1891年，卡萨特和其他哈克尼马的拥趸在列克星敦 (肯塔基州)成立了美国哈克尼马协会（American Hackney Horse Society）。
哈克尼马的身高涵盖了矮马和普通马的范围，是少数几个公认的涵盖矮马和普通马大小的品种之一。哈克尼矮马是在19世纪后期开发的，当时哈克尼马被繁殖出各种矮马品种，以创造一种非常特殊的表演矮马。

## 品种特征

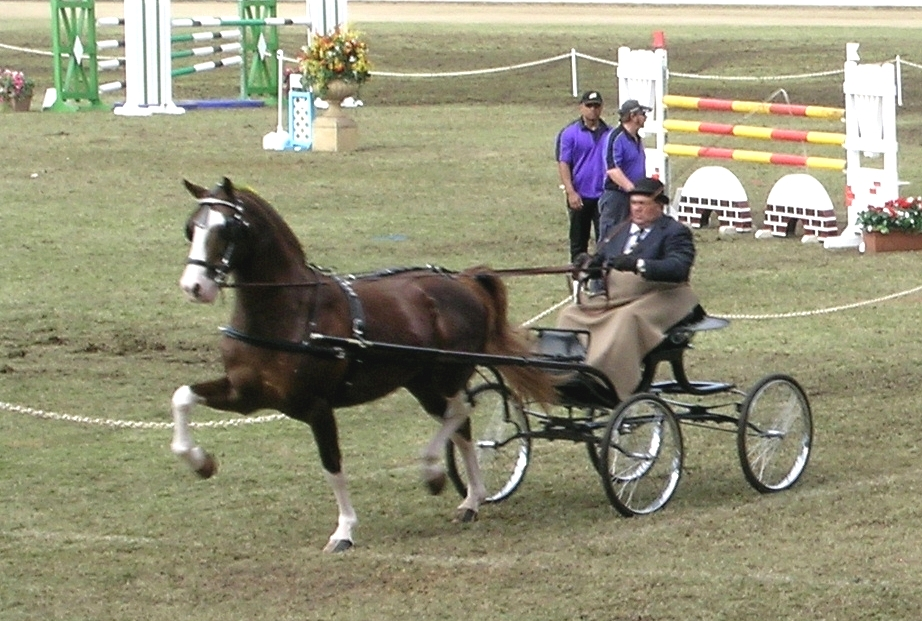
一匹哈克尼马在拉车比赛中。

哈克尼马的身高范围在14.2至16.2手距（58至66英寸；147至168）之间。它们可以是任何纯色，包括枣色、棕色、栗色和黑色。由于受萨比诺马遗传学的影响，哈克尼马经常带有白色标记。
哈克尼马头部的形状很好，有时鼻子略凸；眼睛和耳朵富有表现力，应该保持警觉；颈部呈冠状，肌肉发达，喉咙和下巴干净利落；胸部宽阔且轮廓分明，肩膀有力、长而略微倾斜。哈克尼马有着匀称的背部、肌肉、水平臀部，而后躯强壮。它们的肋骨弹性良好；尾巴位置高，且自然高抬；腿强壮，关节宽而利落，四肢长，踝关节结实，骨节长度中等，并附在圆而挺直的蹄上。
在小跑时，由于关节良好的弯曲，它们展示出炫耀性以及夸张的高膝盖和脚踝动作。他们的动作应该是直接而真实的，并要有明显的暂停。前腿抬得较高，膝盖急剧弯曲，向前伸得较远，迈步较大。它们的后腿以类似的夸张动作被很好地推进到它们下方。除了固有的稳健性和耐力外，哈克尼马还被证明是一种慢跑轻松、有节奏，而走路轻快、有弹性的品种。
哈克尼马已被出口到澳大利亚、美国和荷兰。